# Coupable, non coupable
Coupable, Non Coupable est une émission de télévision française diffusée sur M6 du 30 septembre 2009 au 9 mars 2012 et présentée par Nathalie Renoux.

## Diffusion
L'émission est diffusée les lundis ou jeudis en deuxième partie de soirée et rediffusée le dimanche suivant en milieu d'après-midi.

## Principe
Coupable, Non Coupable revient sur une affaire criminelle en suivant les coulisses, jour après jour, d’un procès d’assises.
Chaque année, environ 3000 procès d’assises se déroulent en France et chaque fois, le destin de l’accusé est entre les mains de 3 juges et 9 jurés, hommes et femmes.
Pour mieux comprendre comment le destin d’un homme se joue lors de son procès, Coupable, Non Coupable nous fait revivre les audiences, parfois sur plusieurs jours, et livre aux téléspectateurs tous les éléments du dossier comme cela se passe dans le prétoire.
Nathalie Renoux va à la rencontre de personnes, habituées des salles d’assises, qui au fil des jours, font part de leurs impressions. 
L’objectif est de rendre la justice accessible au grand public afin de mieux comprendre son fonctionnement. En effet, à tout moment, chaque citoyen peut être appelé à participer à un procès d’assises en tant que juré.

## Programmation
| Épisode | Date et heure de diffusion                       | Audimat                                 | Titre de l'épisode                         |
| ------- | ------------------------------------------------ | --------------------------------------- | ------------------------------------------ |
| 1       | 30 septembre 2009 à 23h053 octobre 2009 à 15h30  | 1 390 000 téléspectateurs 17,4 % de PDA | L'Affaire Viguier                          |
| 2       | 7 octobre 2009 à 23h0525 octobre 2009 à 15h30    | 1 300 000 téléspectateurs 15,7 % de PDA | L'Affaire du berger de Castellar           |
| 3       | 14 octobre 2009 à 23h101er novembre 2009 à 15h30 | 1 300 000 téléspectateurs 15,4 % de PDA | L'Affaire Gournier                         |
| 4       | 24 février 2011 à 23h10                          | ?                                       | L'Affaire Jacqueline Ponthieux             |
| 5       | 21 novembre 2011 à 22h45                         | 1 050 000 téléspectateurs 9,6 % de PDA  | L'Affaire Béatrice Matis                   |
| 6       | 28 novembre 2011 à 22h45                         | 1 160 000 téléspectateurs 10,7 % de PDA | L'Affaire Jean-Louis Muller                |
| 7       | 5 décembre 2011 à 22h45                          | 875 000 téléspectateurs 8,7 % de PDA    | L'Affaire Jean-Michel Bissonnet            |
| 8       | 2 février 2012 à 23h10                           | 760 000 téléspectateurs 9,0 % de PDA    | L'Affaire Viguier, suite                   |
| 9       | 9 février 2012 à 23h10                           | 820 000 téléspectateurs 9,3 % de PDA    | L'Affaire Régis Tiercelin                  |
| 10      | 16 février 2012 à 23h15                          | ?                                       | L'Affaire Fabienne Monod                   |
| 11      | 23 février 2012 à 23h15                          | ?                                       | L'Affaire Thierry-Benjamin Mulatier        |
| 12      | 1er mars 2012 à 23h152 mars 2012 à 0h45          | ?                                       | L'Affaire David Miot                       |
| 13      | 8 mars 2012 à 23h159 mars 2012 à 0h35            | ?                                       | L'Affaire Willy Boivin : la mort en direct |